# Ярослав Александрович
Это статья о рязанском князе. О сыне тверского князя см. Ярослав Александрович (князь городенский)
Ярослав (Дмитрий) Александрович (1315/1320—1344) — князь пронский (1340—1342) и великий князь рязанский (1342—1344), сын князя пронского Александра Михайловича, родоначальник княжеского рода Пронских.
Некоторые историки из-за редкого сочетания княжеского и христианского имён отождествляют князя с Ярославом-Дмитрием черниговским синодика Духовского монастыря Переяславля-Рязанского и в конечном счёте с Дмитрием брянским (1314—1334, 1340—1352).

## Биография
В 1340 году рязанский князь Иван Коротопол, на обратном пути из Орды, ограбил и захватил в плен отца Ярослава, вёзшего в Орду дань. Затем привёз его в Переяславль и там убил.
В 1342 году Ярослав получил от хана Джанибека ярлык на рязанское княжение. В том же году он вместе с послом Киндяком и татарским войском осадил Переяславль Рязанский. Иван Коротопол целый день отбивался от осаждавших, «а на ночь побежал вон». Ярослав занял великокняжеский рязанский стол, однако оставаться в городе, который взял с помощью татар, не решился и перенёс столицу в один из крупнейших городов Рязанского княжества того времени — Ростиславль-Рязанский, который оставался столицей на протяжении ещё двух лет, до смерти Ярослава в 1344 году.
После смерти Ярослава в 1344 году рязанский престол последовательно занимали Иван и Василий Александровичи — по разным версиям:
- сыновья Александра Ярославича[4]
- братья Ярослава
- являлись одним человеком, братом Ярослава (Иван упомянут в грамотах, Василий в летописях)
- Василий был сыном Ярослава Александровича (Львовская летопись, РБС)

## Семья
Отец: Александр Михайлович (ок. 1295—1340) — князь пронский (до 1340).
Братья и сёстры (предположительно):
- Иван[1] (ум. 1350/1351) — великий князь рязанский.
- Василий[1] (ум. 1351) — князь пронский, великий князь рязанский (до 1349).
- Анна — супруга удельного князя брянского Дмитрия Ольгердовича.

Дети:
- Владимир[5] (ум. 1372) — князь пронский (1344—1371) и великий князь рязанский (1371—1372).
- Юрий (ум. 1354) — князь муромский (1351—1354).